# Bullockia mombazensis
Bullockia mombazensis là một loài thực vật có hoa trong họ Thiến thảo. Loài này được (Baill.) Razafim., Lantz & B.Bremer mô tả khoa học đầu tiên năm 2009.